# 六念処
六念処（ろくねんじょ）は、仏教徒が信心する上で繰り返し心で念じるべき6つの法のこと。「六念」、「六念法」、「六随念」などともいう。
念仏
仏は十号を具足し、大慈大悲の大光明を放ち、神通無量にして、よく衆生の苦悩を抜き去る。我れ仏と同じからんと念ず。
念法
仏の所説の法は大功徳を有し、衆生の大妙楽である。我れよくこれを証して衆生に施与せんと念ず。
念僧
僧は仏の弟子にして無漏の法を得て、戒・定・慧の三学を具足し、世間の良福田である。我れ僧行を修せんと念ず。
念戒
諸の禁戒（こんかい）は大勢力あって、よく衆生の悪不善を除く。我れよく精進して戒を護持せんと念ず。
念施（念捨）
施行は大威徳ありて、よく衆生の慳貪（けんどん）の重病を除く。我れよく布施して衆生を摂取せんと念ず。
念天
三界の諸天の自然（じねん）に快楽を受くるは、みなかつて戒施の善根を修したるによる。我れまた功徳を積んで彼天処に生れんと念ず。